# Cantón de Saint-Martin-de-Londres
El cantón de Saint-Martin-de-Londres era una división administrativa francesa, que estaba situada en el departamento de Hérault y la región de Languedoc-Rosellón.

## Composición
El cantón estaba formado por diez comunas:
- Causse-de-la-Selle
- Mas-de-Londres
- Notre-Dame-de-Londres
- Pégairolles-de-Buèges
- Rouet
- Saint-André-de-Buèges
- Saint-Jean-de-Buèges
- Saint-Martin-de-Londres
- Viols-en-Laval
- Viols-le-Fort

## Supresión del cantón de Saint-Martin-de-Londres
En aplicación del Decreto nº 2014-258 de 26 de febrero de 2014, el cantón de Saint-Martin-de-Londres fue suprimido el 22 de marzo de 2015 y sus 10 comunas pasaron a formar parte del nuevo cantón de Lodève.